# Dendrobium ordinatum
Dendrobium ordinatum är en orkidéart som beskrevs av Johannes Jacobus Smith. Dendrobium ordinatum ingår i släktet Dendrobium, och familjen orkidéer. Inga underarter finns listade i Catalogue of Life.